# Russ Roberts
Russell David "Russ" Roberts (nascido em 19 de setembro de 1954) é economista, pesquisador da Hoover Institution da Universidade de Stanford e presidente designado do Shalem College em Jerusalém.    Ele é conhecido por comunicar ideias econômicas em termos compreensíveis  como apresentador do podcast EconTalk. 
Roberts se categoriza como um proponente do liberalismo econômico clássico. Ele disse: "Acredito em um governo limitado combinado com responsabilidade pessoal. Então eu sou meio libertário, mas... esse termo vem com alguma bagagem e alguma confusão." 

## Educação
Roberts recebeu um BA em economia em 1975 pela Universidade da Carolina do Norte e Ph.D. em economia pela Universidade de Chicago em 1981 por sua tese sobre o desenho de programas de redistribuição de renda do governo   sob a supervisão de Gary Becker.  

## Carreira
Roberts já lecionou na George Mason University, Washington University em St. Louis (onde foi o diretor fundador do que hoje é o Center for Experiential Learning), University of Rochester, Stanford University e University of California, Los Angeles. Ele é um comentarista regular sobre negócios e economia para o programa Morning Edition da National Public Radio,  e escreveu para o New York Times e o The Wall Street Journal.

### EconTalk
Roberts apresenta o podcast semanal de economia EconTalk desde março de 2006. O podcast é hospedado pela Library of Economics and Liberty, uma biblioteca online patrocinada pelo Liberty Fund. No podcast, Roberts entrevistou mais de uma dúzia de ganhadores do Prêmio Nobel, incluindo os ganhadores do Prêmio Nobel de Economia Ronald Coase, Milton Friedman, Abhijit Banerjee, Gary Becker e Joseph Stiglitz, bem como o ganhador do Prêmio Nobel de Física, Robert Laughlin.  Ele também entrevistou pessoas como Patrick Collison, Sam Altman, Marc Andreessen e Nassim Nicholas Taleb. 